# Liancalus peringueyi
Liancalus peringueyi är en tvåvingeart som beskrevs av Charles Howard Curran 1926. Liancalus peringueyi ingår i släktet Liancalus och familjen styltflugor.
Artens utbredningsområde är Lesotho. Inga underarter finns listade i Catalogue of Life.